# Bahnstrecke Waldkirchen–Haidmühle
| Bahnhof Waldkirchen |                      |                         |               |
| |                      |                         |               |
| Streckennummer: | 5842                 |                         |               |
| Kursbuchstrecke (DB): | zuletzt 417m         |                         |               |
| Kursbuchstrecke: | 426r (1946)          |                         |               |
| Streckenlänge: | 25,3 km              |                         |               |
| Spurweite: | 1435 mm (Normalspur) |                         |               |
| Maximale Neigung: | 25 ‰                 |                         |               |
| |                      |                         |               |
| \| \| \| von Passau \| \| \| \| 0,00 \| Waldkirchen (Niederbay) \| 516 m \| \| \| \| nach Freyung \| \| \| \| 3,60 \| Erlauzwiesel \| Erlauzwiesel \| \| \| 6,50 \| Wollaberg \| Wollaberg \| \| \| 8,42 \| Jandelsbrunn \| 625 m \| \| \| 11,20 \| Spitzenberg \| Spitzenberg \| \| \| 14,80 \| Neureichenau \| 701 m \| \| \| 17,90 \| Altreichenau \| 798 m \| \| \| 21,00 \| Frauenberg (Niederbay) \| 856 m \| \| \| 25,30 \| Haidmühle (Niederbay) \| 812 m \| \| \| \| nach Číčenice \| \| \| \| \| \| \| \| Quellen: [1][2][3] \| \| \| \| |                      |                         |               |
| Strecke |                      | von Passau              | von Passau    |
| Bahnhof | 0,00                 | Waldkirchen (Niederbay) | 516 m         |
| Abzweig ehemals geradeaus und nach links |                      | nach Freyung            | nach Freyung  |
| Haltepunkt / Haltestelle (Strecke außer Betrieb) | 3,60                 | Erlauzwiesel            | Erlauzwiesel  |
| Haltepunkt / Haltestelle (Strecke außer Betrieb) | 6,50                 | Wollaberg               | Wollaberg     |
| Bahnhof (Strecke außer Betrieb) | 8,42                 | Jandelsbrunn            | 625 m         |
| Haltepunkt / Haltestelle (Strecke außer Betrieb) | 11,20                | Spitzenberg             | Spitzenberg   |
| Bahnhof (Strecke außer Betrieb) | 14,80                | Neureichenau            | 701 m         |
| Haltepunkt / Haltestelle (Strecke außer Betrieb) | 17,90                | Altreichenau            | 798 m         |
| Bahnhof (Strecke außer Betrieb) | 21,00                | Frauenberg (Niederbay)  | 856 m         |
| Bahnhof (Strecke außer Betrieb) | 25,30                | Haidmühle (Niederbay)   | 812 m         |
| Strecke (außer Betrieb) |                      | nach Číčenice           | nach Číčenice |
| |                      |                         |               |
| Quellen: |                      |                         |               |

Die Bahnstrecke Waldkirchen–Haidmühle war eine Nebenbahn in Bayern. Sie verlief von Waldkirchen nach Haidmühle im Böhmerwald und hatte dort Anschluss an die Strecke Haidmühle–Volary (Wallern im Böhmerwald) der einstigen Vereinigten Böhmerwald-Lokalbahnen. Sie zweigte in Waldkirchen von der Nebenbahn Passau–Freyung (Ilztalbahn) ab. Die letzte Teilstrecke Waldkirchen–Jandelsbrunn wurde am 1. Oktober 1995 endgültig stillgelegt und später komplett abgebaut.

## Geschichte
Nachdem 1892 bereits die Strecke Passau–Freyung fertiggestellt wurde, bemühte man sich auch in anderen Gemeinden um einen Bahnanschluss. So gründete sich 1895 das Eisenbahnkomitee Breitenberg, das sich um den Bau einer Bahnstrecke Waldkirchen, Neureichenau, Breitenberg bis nach Aigen-Schlägl in Oberösterreich mit Zusammenführung mit der dortigen Mühlkreisbahn bemühte. Von böhmischer Seite bemühte sich die Wallerner Bahnkommission, die 1900 eröffnete Bahnlinie von Prachatitz nach Wallern mit den bayerischen Strecken zu verbinden. Man entschied sich nach zähen Verhandlungen für die Verbindung nach Böhmen und ließ die Verbindung nach Oberösterreich fallen. Am 14. Juli 1903 fand die erste Versammlung der Gemeinden entlang der Strecke statt.
Am 10. August 1904 genehmigte die Bayerische Staatsregierung den Bau einer 26,9 Kilometer langen Zweigbahn von Waldkirchen bis zur böhmischen Grenze hinter Haidmühle und übernahm die Finanzierung. Eine Rendite hatte man für die 3,6 Millionen Mark teure Strecke nicht errechnet, gebaut wurde sie wegen des Anschlusses an das böhmische Bahnnetz. Sie wurde Anfang November 1910 fertiggestellt. Nach einem Probezug am 8. November wurde die Strecke am 15. November 1910 offiziell eröffnet. Durch den mit Österreich am 22. November 1904 geschlossenen Staatsvertrag erhielt diese Nebenbahn in Haidmühle Anschluss an die in Böhmen von der Vereinigten Böhmerwald-Lokalbahnen AG zu bauende Nebenbahn Haidmühle-Schwarzes Kreuz (tschechisch: Černý Kříž) mit Anschlüssen nach Winterberg (Böhmen) (tschech.: Vimperk), Prachatitz (tschech.: Prachatice) und Krummau (tschech.: Český Krumlov). Empfangsgebäude und Güterschuppen in Haidmühle wurden von beiden Bahnverwaltungen und den Zollbehörden gemeinschaftlich genutzt.
Die Strecke führte von Waldkirchen anfangs in östlicher Richtung nach Neureichenau und dann weiter nach Nordosten zur Grenzstation, wobei zwischen Waldkirchen und dem höchsten Punkt in Frauenberg ein Höhenunterschied von 330 m zu überwinden war, einschließlich verlorener Steigungen sogar 346 m. In den ersten Betriebsjahren und nach der zwangsweisen Annexion des Sudetenlandes liefen die durchgehenden Züge von Passau nach Haidmühle, während die Freyunger Strecke in Waldkirchen Anschluss erhielt.
Die Überlegungen, von tschechischer Seite die Strecke bis nach Haidmühle wieder in Betrieb zu nehmen, wurden bisher nicht realisiert. Das brächte einen besseren Anschluss an die bayerischen Busverbindungen sowie eine bessere Anbindung für tschechische Touristen an die Wintersportgebiete. Während der Fahrtzeiten der Ilztalbahn wird die Lücke zwischen Waldkirchen und Nové Údolí durch eine Buslinie geschlossen.
Zwischen dem Bahnhof Nové Údolí (dt.: Neuthal) und dem Ende der Grenzbrücke in Deutschland besteht ein Eisenbahnmuseum, welches in drei alten Güterwagen untergebracht ist und die Streckengeschichte erzählt. Dort gibt es auch die Pošumavská jižní dráha (PJD), die sich selbst als kürzeste internationale Eisenbahn der Welt bezeichnet.

## Zugverkehr
Wegen der geringen zulässigen Achslast auf Nebenbahnen wurden die bayerischen Lokalbahnlokomotiven eingesetzt. Speziell im Güterverkehr wurden dabei vom Bw Passau die bayerischen BB II (DRG-Baureihe 98.7) auf beiden Strecken verwendet. Ab Anfang der 1930er Jahre fuhren bis zum Beginn des Zweiten Weltkriegs auch zweiachsige Dieseltriebwagen der Baureihen VT 135 und VT 137 mit Beiwagen nach Freyung und Haidmühle. Außerdem wird vom Einsatz der Dampflokomotiven der BR 70.0 (Pt 2/3) berichtet.
Die Gegend um den Dreisessel gilt als „Schneeloch“, da hier besonders starke Schneefälle zu verzeichnen sind. Oft wurde in früheren Zeiten die Bevölkerung oder das Militär zum Freischaufeln der Strecke eingesetzt, später blieben mitunter Schneeschleudern liegen, so z. B. im sog. Rekordwinter 1969/70.
Nach der Streckensanierung und Verstärkung des Oberbaus übernahmen Lokomotiven der Baureihen 64 (für den Personenverkehr) und 86 (für den Güterverkehr), später auch Diesellokomotiven vor allem der Baureihe 211/Baureihe 212 den Zugbetrieb. Im Personenverkehr wurden Uerdinger Schienenbusse eingesetzt.

## Stilllegung und Verfall
Mit der Errichtung der Grenzbefestigungen als Teil des Eisernen Vorhangs wurde auf der Strecke Waldkirchen – Haidmühle auf tschechischer Seite 60 m Schiene entfernt. Dadurch sank die Bedeutung dieses Streckenteils schnell, so dass hier nur noch Pendelfahrten stattfanden und alle Züge aus Passau nach Freyung fuhren. Mehrmals wurden jedoch noch von Osten her Güterwagen mit Industrieholz bis kurz vor die Grenze gebracht, wo die Ladung von Lkw übernommen wurde und über einen behelfsmäßigen Grenzübergang neben der Eisenbahn-Grenzbrücke ins Bundesgebiet transportiert wurde. Am 1. Juni 1958 kam es zu ersten Einschränkungen im Personenverkehr, der dann am 26. Mai 1963 komplett eingestellt wurde – nachdem zuletzt nur noch ein Schienenbuspaar je Werktag verkehrte. Zwischen Haidmühle und Jandelsbrunn wurde der Güterverkehr am 31. Dezember 1975 und zwischen Jandelsbrunn und Waldkirchen am 1. Oktober 1995 eingestellt. Hier sorgte der Wohnwagenhersteller Knaus Tabbert in Jandelsbrunn bis zuletzt für Güteraufkommen.
1998 untersuchte die Bayerische Eisenbahngesellschaft, ob der Betrieb wieder aufgenommen werden sollte. Dabei wurde ermittelt, dass man an Werktagen lediglich mit 760 Fahrgästen rechnen könne. Die Kosten für einen Wiederaufbau der Teilstrecke Jandelsbrunn–Haidmühle wurden mit 35 Millionen DM (17,9 Mio. Euro) beziffert. Das Eisenbahn-Bundesamt (EBA) stimmte daher am 5. Juli 1995 der Stilllegung der Bahnstrecke zu. Sie wurde am 1. Oktober 1995 vollzogen. Mit einem Bescheid des EBA vom 16. Mai 2001 wurde die Strecke von Waldkirchen (km 0,150) bis Jandelsbrunn (km 8,756) zum 18. Mai 2001 entwidmet.
Nach dem Rückbau der Gleise entstand hier der nach Adalbert Stifter benannte Radweg bis Haidmühle. Zwischen Haidmühle und Nové Údolí wurde auf einem Teil des Bahndamms das Klärwerk von Haidmühle errichtet.
Im Zuge der Reaktivierung der Bahnstrecke von Passau nach Freyung und dem damit einhergehenden „Donau-Moldau-Verbund“ wurde zwischen Waldkirchen und Nové Údolí eine parallel zur ehemaligen Bahnstrecke verlaufende Buslinie eingerichtet, damit der Anschluss zwischen Zügen der Ilztalbahn GmbH und der Tschechischen Bahn hergestellt wird.